# Ralf Beckmann
Ralf Beckmann (* 24. August 1946 in Burgdorf) ist ein ehemaliger Schwimmer und Schwimmtrainer.

## Karriere
Beckmann kam mit dem Schwimmsport in seinem Geburtsort bei der TSV Burgdorf in Berührung. Als Aktiver beim VfL Wolfsburg wurde er dreimal Deutscher Meister (Halle und Freiwasser) über 100 Meter Rücken (1970, 1971) und schwamm Rekorde.
Von 1972 bis 1980 war Beckmann Trainer beim VfL Wolfsburg. 1980 wurde er sportlicher und pädagogischer Leiter (Cheftrainer) des Schwimmvereins Wasserfreunde Wuppertal.
Von 2001 bis 2006 war Beckmann Cheftrainer und Sportdirektor des Deutschen Schwimm-Verbandes (DSV) und somit Cheftrainer der deutschen Schwimm-Mannschaft bei den Olympischen Spielen 2004 in Athen.

## Veröffentlichungen (Auswahl)
- Trainingspraxis Schwimmen / Eine Anleitung für Schwimmer und Trainer, von Ralf Beckmann, sport fahnemann verlag, 1987, ISBN 3-88565-008-8